# Associazione Sportiva Siracusa 1967-1968
Questa voce raccoglie le informazioni riguardanti l'Associazione Sportiva Siracusa nelle competizioni ufficiali della stagione 1967-1968.

## Rosa
| N. |                   | Ruolo | Calciatore            |
| -- | ----------------- | ----- | --------------------- |
|    | Italia (bandiera) |       | Abbandonato           |
|    | Italia (bandiera) |       | Barbone               |
|    | Italia (bandiera) | C     | Luigi Bartolomei      |
|    | Italia (bandiera) | C     | Alberto Canetti       |
|    | Italia (bandiera) |       | Cascone               |
|    | Italia (bandiera) | C     | Antonino Cilio        |
|    | Italia (bandiera) | A     | Francesco Cilio       |
|    | Italia (bandiera) | D     | Sandro Degl'Innocenti |
|    | Italia (bandiera) | D     | Vittorio Drago        |
|    | Italia (bandiera) | P     | Bruno Ducati          |
|    | Italia (bandiera) | C     | Mario Erna            |

| N. |                   | Ruolo | Calciatore        |
| -- | ----------------- | ----- | ----------------- |
|    | Italia (bandiera) | P     | Vincenzo Fazzino  |
|    | Italia (bandiera) | C     | Roberto Luna      |
|    | Italia (bandiera) |       | Massetta          |
|    | Italia (bandiera) | D     | Giuseppe Peretta  |
|    | Italia (bandiera) | C     | Lelio Petronilli  |
|    | Italia (bandiera) |       | Vincenzo Russo    |
|    | Italia (bandiera) | C     | Antonio Sinatra   |
|    | Italia (bandiera) | A     | Enrico Spoletini  |
|    | Italia (bandiera) | A     | Rocco Testa       |
|    | Italia (bandiera) | P     | Graziano Zampetti |